# Ideopsis juncta
Ideopsis juncta är en fjärilsart som beskrevs av Abel Dufrane 1948. Ideopsis juncta ingår i släktet Ideopsis och familjen praktfjärilar. Inga underarter finns listade i Catalogue of Life.